# Campeonato Sudamericano de Baloncesto Femenino Sub-15 de 2011
El Sudamericano de Básquetbol Femenino U15 2011 de la FIBA fue la XVIII edición de este torneo que se desarrolló entre el 6 de noviembre y el 13 de noviembre, en Ecuador.
En este torneo participaron 7 equipos, a saber: Brasil, Chile, Argentina, Colombia, Ecuador, Uruguay, y Perú. El formato utilizado fue todos contra todos, saliendo ganador Brasil, quien jugó la final contra Chile.